# Gérard Alle
Gérard Alle, né le 27 décembre 1953 à Bègles (Gironde), est un écrivain français. 
Il vit en Bretagne depuis 1973.

## Biographie
Gérard Alle naît dans la région bordelaise d'un père auvergnat et d'une mère bretonne. Enfant et adolescent, il passe ses vacances chez sa grand-mère Marie-Perrine Diraison. Le temps passé avec cette bretonnante monolingue, fille de conteur, lui donne d'une part l’envie de raconter et, plus tard, d’écrire des histoires, et d'autre part, le désir de s'installer en Bretagne, ce qu'il fait à l'âge de vingt ans en rejoignant Spézet en Centre-Bretagne.
Il exerce de nombreux métiers, successivement ou en même temps (facteur à Bordeaux, docker sur le port de Concarneau, représentant en cheminées, dessinateur de fusains, travailleur clandestin dans le bâtiment, ouvrier agricole saisonnier dans le Nord, céramiste, pizzaïolo, restaurateur, apiculteur, boulanger biologique, comédien, conseiller municipal, rédacteur en chef de l’hebdomadaire Nekepell), avant de se consacrer pleinement à partir de 1998 à l'écriture.
Là encore il arbore plusieurs casquettes, successivement ou simultanément : nouvelliste, romancier, auteur de polars, auteur de livres documentaires sur le monde rural et la Bretagne, journaliste pigiste (ArMen, Bretagne magazine, Villages magazine), rédacteur en chef de la revue trimestrielle Pages de Bretagne, auteur de textes de spectacles de théâtre et de marionnettes, animateur d’ateliers d’écriture. Il dirige depuis 2008 une collection de romans policiers : Les Enquêtes de Léo Tanguy. Scénariste et, depuis 2012, réalisateur de films documentaires.
Spécialiste de la ruralité ainsi que des langues et cultures minoritaires (rédacteur de dossiers sur les Berbères du Maroc, les Maoris de Nouvelle-Zélande, le catalan aux Baléares, les langues minoritaires en Europe, le Kurdistan, le multilinguisme en Vallée d’Aoste), il travaille néanmoins sur des sujets très variés, du cyclisme à l'aquaculture en passant par le cinéma.
Ses multiples expériences professionnelles et son travail de reportage nourrissent sa fiction.
Père de deux filles nées en 1998 et 1999 (Loeiza et Azilis), Gérard Alle a quitté la Bretagne centrale pour vivre à Douarnenez, à la pointe du Finistère, avec sa compagne Caroline Troin, ex-codirectrice du festival de cinéma de la ville.

## Œuvre

### Romans
- Un air à faire pleurer la mariée. Paris : Éd. Baleine, 2000, 141 p. (Velours ; 8). Rééd. Locus-Solus, 2014.
- Bartali Zig-Zag. Paris : Éd. Baleine, 2001, 93 p. (Série grise ; 10).  (ISBN 2-84219-322-9)
- Il faut buter les patates : polar fermier. Paris : Éd. Baleine, 2001, 193 p. (Ultimes ; 3). Rééd. Locus-Solus, 2014.
- Babel Ouest = Babel hag a-dost / trad. en breton par Stefan Moal. Paris : Éd. Baleine, 2002, 311 p. (Le Poulpe). Texte français et trad. en breton à la suite.  (ISBN 2-84219-371-7)
- La Fugue de l'escargot. Spézet : Coop Breizh, 2006, 254 p. (Cycle Lancelot fils de salaud ; 1).  (ISBN 2-84346-293-2) -  (ISBN 978-2-84346-293-1)
- L'Arbre aux chimères. Spézet : Coop Breizh, 2006, 269 p. (Cycle Lancelot fils de salaud ; 2).  (ISBN 2-84346-294-0) -  (ISBN 978-2-84346-294-8)
- Les Papys féroces : romans gris. Spézet : Coop Breizh, 2007, 190 p.  (ISBN 978-2-84346-324-2)
- Les Jeunes tiennent pas la marée, Les enquêtes de Léo Tanguy vol.1, Coop Breizh, 2008, réédition La Gidouille, 2018
- Le Vin des rebelles, Spézet : Coop Breizh, 2009, 269 p. (Cycle Lancelot fils de salaud ; 3)
- Memento Mori, In8 - Court-Circuit, 2016
- Scottish Lamento, In8, 2020
- Zone tendue, In8, 2023

### Jeunesse
- La Sieste du taureau, ill. Marianne Larvol, éd. Locus-Solus, 2013, 32 p., 22 × 26,2 cm  (ISBN 978-2-36834-010-3)
- Il pleut il pleut Berbère !, ill. Marianne Larvol, éd. Locus-Solus, 2014, 32 p., 20 × 23,5 cm,  (ISBN 978-2-36834-039-4)

### Documentaires
- Paysans / photogr. Gilles Pouliquen. Brest : Éd. "Le Télégramme", 2000, 117 p. (Gestes et paroles).  (ISBN 2-909292-80-0)
- Vivre en Bretagne / photogr. Gwenaël Saliou. Rennes : Éd. "Ouest-France", 2003, 125 p. (Vivre).  (ISBN 2-7373-3114-5)
- Pains de campagne / photogr. de Gilles Pouliquen. Brest : Éd. "Le Télégramme", 2003, 118 p. (Gestes & paroles).  (ISBN 2-84833-015-5)
- Le Vin des Bretons / photogr. Gilles Pouliquen. Brest : Éd. "Le Télégramme", 2004, 115 p. (Gestes & paroles).  (ISBN 2-84833-109-7)
- Passeurs de livres : 30 ans de lecture publique en Finistère / photogr. Gilles Pouliquen. Spézet : Coop Breizh, 2005, 132 p.  (ISBN 2-84346-265-7)
- Hénaff, 100 ans d'histoire. Douarnenez : "Chasse-marée", 2007, 156 p.  (ISBN 978-2-35357-023-2)
- Bretagne des Terres, photographies d'Hervé Ronné, Coop Breizh, 2006
- Commerces de campagne, photographies Gilles Pouliquen, Éditions Le Télégramme, 2002
- Le Cheval breton au travail, Coop Breizh, 2002
- Bretagne des lumières, photographies Michel Thersiquel, Ouest-France, 2004
- Le Breton, photographies Philippe Deschamps, Castor et Pollux, 2003
- L'Abeille et le miel en Bretagne, photographies de Jean-Louis Le Moigne, Coop Breizh, 2011
- Les yeux grands ouverts, 40 ans de festival, à Douarnenez, co-écrit avec Caroline Troin, Locus Solus, 2018
- A Douarnenez faut savoir naviguer, un siècle de l'école de pêche, co-écrit avec Françoise Pencalet et Denis Biget, Locus Solus, 2019

### Anthologies
- Grains, Nouvelles noires de Bretagne / collectif sous la dir. de Gérard Alle. Paris : Éd. Baleine, 2002
- Crachins : nouvelles fraîches de Bretagne / collectif sous la dir. de Gérard Alle. Paris : Éd. Baleine, 2001, 302 p.  (ISBN 2-84219-342-3)
- Brest, l'ancre noire / collectif sous la dir. de Gérard Alle. Paris : Éd. Autrement, 2003

### Films
- Braquages, directeur de collection de 5 courts-métrages polar, dont Nulle part et  Duels, en tant que scénariste, Tita Productions, 2012.
- Mon lapin bleu, réalisation du film documentaire, Tita Productions, 2013.
- Hénaff ou le mystère de la petite boîte bleue, réalisation film documentaire, Tita Productions, 2013.
- Al lapin a c'haloup bepred (Le lapin court toujours), réalisation film documentaire (suite de Mon lapin bleu), Tita Productions, 2016.
- Nous n'irons plus à Varsovie, film documentaire, co-réalisation Sylvain Bouttet, Candela Productions, 2017.
- L'Or des Mac Crimmon, film documentaire, Tita Productions, 2018.
- Vendanges en Utopie, film documentaire, Tita Productions 2023.